# Interstate 10
Die Interstate 10 (Abkürzung I-10) ist ein US-amerikanischer Interstate Highway, der auf einer Länge von 3960 km (2460 mi) die südlichste der Ost–West-Hauptstrecken bildet und beide Küsten der Vereinigten Staaten miteinander verbindet. Der Streckenverlauf führt durch insgesamt acht Bundesstaaten der USA vom Pazifik bis zum Atlantik. Die Interstate beginnt an der California State Route 1 in Santa Monica im Bundesstaat Kalifornien und endet an der Interstate 95 in Jacksonville in Florida. Die wichtigsten Städte, die durch die I-10 erschlossen werden sind Los Angeles, Phoenix, El Paso, San Antonio, Houston, New Orleans und Jacksonville.

## Längen
| Meilen | km   | Staat       |  |
|        |      |             |  |
| 242    | 390  | Kalifornien |  |
| 392    | 631  | Arizona     |  |
| 164    | 264  | New Mexico  |  |
| 881    | 1418 | Texas       |  |
| 274    | 441  | Louisiana   |  |
| 77     | 124  | Mississippi |  |
| 66     | 106  | Alabama     |  |
| 362    | 583  | Florida     |  |
|        |      |             |  |
| 2460   | 3959 | Total       |  |

## Geschichte
Die Strecke zwischen Sanderson und Jacksonville im Bundesstaat Florida war im Jahr 1961 das zuerst eröffnete Teilstück der Interstate 10. Der zuletzt gebaute Abschnitt Floridas führte von Kynesville nach Oakdale südlich von Marianna.
In Texas wurden seit 1959 neun Abschnitte der Interstate 10 gebaut. Ein Schwerpunkt der Bauarbeiten war der 1962 erfolgte Lückenschluss zwischen San Antonio und Houston. Der Höhepunkt der Bauarbeiten war von 1970 bis 1980. Als erster Abschnitt in Texas wurde die I-10 zwischen El Paso und Van Horn und als letztes das Teilstück der Umgehung von Fort Stockton vollendet.
Das letzte Teilstück der Interstate 10, das fertiggestellt wurde, war der Papago Freeway in der Innenstadt von Phoenix, dieser wurde am 10. August 1990 für den Verkehr freigegeben. Zu diesem Abschnitt gehört der Deck Park Tunnel, der symbolisch als das letzte Teilstück der I-10 gilt.
Durch den Hurrikan Katrina wurde im Jahr 2005 die Twin-Span-Brücke zwischen New Orleans und Slidell zerstört, die den östlichen Lake Pontchartrain überspannte. Aber anders als bei der Escambia Bay Bridge nahe Pensacola in Florida, die durch Hurrikan Ivan im September 2004 beschädigt wurde, konnten in Louisiana noch die Interstate 12 und der Lake Pontchartrain Causeway als Ausweichrouten genutzt werden. Die Brücke wurde ausgebessert und bis Juli 2010 für den normalen Verkehr genutzt. Mitte 2006 wurde der Bau einer neuen Brücke begonnen und im April 2010 mit Einschränkungen für den Verkehr freigegeben. Die Bauarbeiten und die Abtragung der alten Brücke wurden bis Mitte 2012 abgeschlossen. Ein Teil der alten Brücke wurde als Angelpier neu eröffnet.

## Verlauf

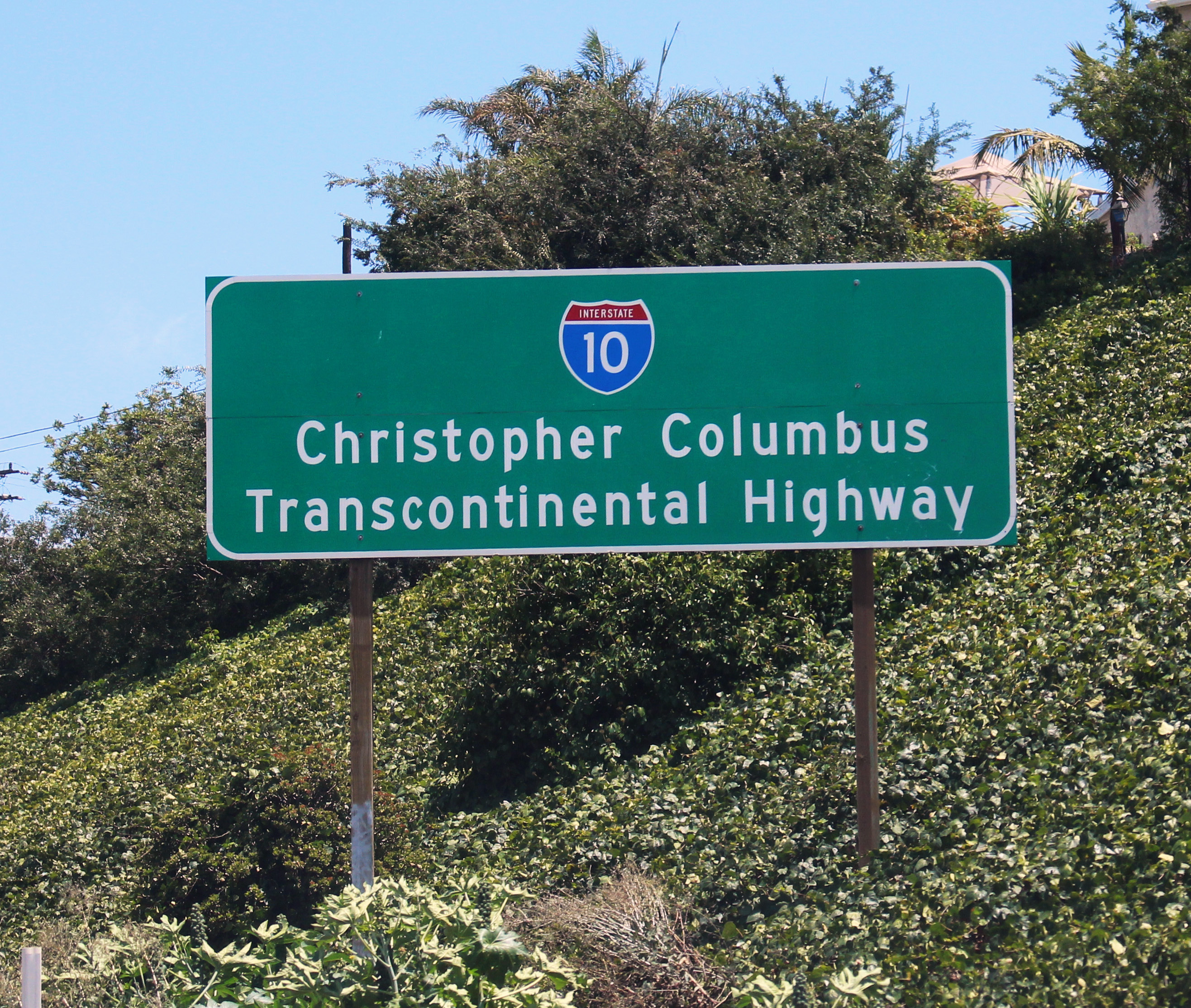
Hinweisschild bei Santa Monica

### Kalifornien
Zwischen dem westlichen Ende in Santa Monica und East Los Angeles ist die Interstate als Santa Monica Freeway bekannt. Dieser wird zwischen dem Kreuz mit der Interstate 405 und dem Kreuz mit der Interstate 110 auch Rosa Parks Freeway bezeichnet. In Los Angeles trifft die I-10 auf die Interstate 5, die von der mexikanischen Grenze bei San Diego bis zur kanadischen Grenze bei Blaine führt. Kurz vor San Bernardino kreuzt die Interstate 10 die Interstate 15, die bei San Diego beginnt und an der kanadischen Grenze bei Sweetgrass endet. Auf dem Stadtgebiet von Fontana passiert die I-10 im Süden die Stadt Riverside. Zwischen Los Angeles und San Bernardino trägt der 92 km langen Abschnitt den Namen San Bernardino Freeway. Am westlichen Ende der Interstate gibt es Schilder, auf denen die Bezeichnung Christopher Columbus Transcontinental Highway oder Veterans Memorial Highway steht.
Ein Abschnitt in Palm Springs wird nach dem Entertainer Sonny Bono als Sonny Bono Memorial Freeway bezeichnet. Ein weiterer Abschnitt im Osten von Indio ist als Doctor June McCarroll Memorial Freeway bekannt. Auf der Trasse östlich von Indio passiert die Straße im Norden den Joshua-Tree-Nationalpark. Mit Blythe trifft sie in der letzten Stadt vor der Grenze zu Arizona auf den U.S. Highway 95, der die Trasse nun für einige Kilometer mit nutzt.

### Arizona
In Arizona trennt sich die I-10 vom US 95 in der Ortschaft Quartzsite wieder. Die Interstate wird als Pearl Harbor Memorial Highway und um Phoenix auch als Papago Freeway bezeichnet. Diese Benennung beginnt an der I-17, die bis ins 235 km entfernte Flagstaff führt, und endet an der AZ 101. Von der I-17 bis zur AZ 202 ist die Interstate 10 als Maricopa Freeway ausgezeichnet.
In Tucson wird die I-10 vom westlichen Stadtrand bis zum östlichen Kreuz mit der Business Loop 10 Casa Grande Highway genannt. Zwischen den Meilen 259 und 260 beginnt die Interstate 19, die nach 100 km an der mexikanischen Grenze bei Nogales endet. Auf der I-19 wird die Entfernung in Kilometern statt wie üblich in Meilen angegeben.

### New Mexico
Die Interstate 10 folgt in New Mexico dem ehemaligen U.S. Highway 80. Mit Lordsburg, Deming und Las Cruces liegen in New Mexico nur drei größere Städte entlang der Strecke. Zwischen Lordsburg und Las Cruces folgt der U.S. Highway 70 demselben Verlauf wie die I-10. Einige Ausfahrten entlang der Strecke zwischen Lordsburg und Deming führen nur noch zu ehemaligen Städten.
Von Deming bis El Paso in Texas folgt auch der U.S. Highway 180 der I-10. Etwa eine Meile nördlich des Kreuzes mit der I-10 und der US 180 beginnt die New Mexico State Route 26, die als Abkürzung nach Santa Fe, der Hauptstadt von New Mexico, dient.
Bei Las Cruces trifft die Interstate 10 auf das südliche Ende der Interstate 25. Die US 70 verlässt die I-10 und führt in Richtung Nordosten nach Alamogordo. Die Interstate 10 trifft im Süden auf die Grenze zu Texas.

### Texas

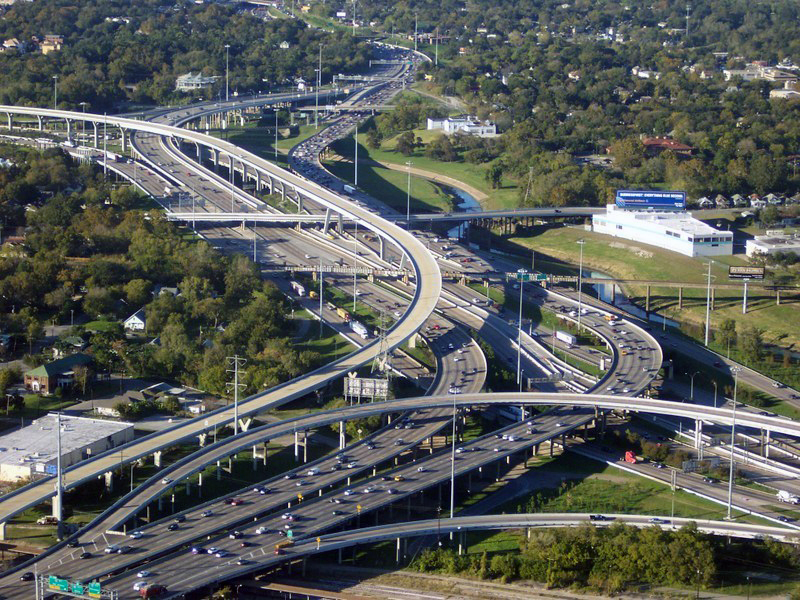
I-10 und I-45 bei Houston

In Texas gibt es die höchste Geschwindigkeitsbegrenzung für Interstates in den Vereinigten Staaten. Zwischen den Countys El Paso und Kerr gilt eine Höchstgeschwindigkeit von 80 mph (129 km/h).
Von der Grenze zu New Mexico bis zum Texas State Highway 20 werden die Nebenfahrbahnen entsprechend der Fahrtrichtung Desert South und Desert North genannt. Nach neun Meilen wird die Interstate 10 östlich der Innenstadt von El Paso bis Clint wieder von Nebenfahrbahnen begleitet, die als Gateway East beziehungsweise Gateway West bezeichnet werden.
In der Ortschaft Van Horn zweigen der U.S. Highway 90 sowie der Texas State Highway 54 ab. Etwa 10 Meilen östlich von Kent beginnt die Interstate 20, die nach 2500 km bei Florence im Bundesstaat South Carolina endet.
Ein kleiner Abschnitt der I-10 vom Ring 1604 bis zur Innenstadt von San Antonio ist als Northwest Expressway oder als McDermott Freeway bekannt. Dort trifft die Interstate 10 auf die Interstate 35, die von der mexikanischen Grenze bis nach Minnesota führt, und auf die Interstate 37. Die I-37 beginnt in Corpus Christi am Golf von Mexiko.
In Houston ist die I-10 in Richtung Katy (einem Vorort westlich des Stadtzentrums) als Katy Freeway bekannt. Im Jahr 2008 wurde dieser Abschnitt des I-10 auf bis zu 26 Fahrspuren erweitert, was ihn theoretisch zu einer der breitesten Autobahnen der Welt macht. Mitgezählt werden dabei allerdings auch die Zubringerspuren und Spuren vom Typ high-occupancy toll lane und high-occupancy vehicle lane, die der Regulierung des Verkehrsflusses dienen, also nicht allen Fahrzeugen zur Verfügung stehen. Es existieren zumeist zehn bis zwölf Hauptspuren, an einer Stelle sind es 13, was von etlichen anderen Autobahnen übertroffen wird. Die Interstate kreuzt in Houston die Interstate 45, die im 450 km entfernten Dallas endet. Östlich der Innenstadt wird die Interstate 10 East Freeway genannt, obwohl der Name Baytown East Freeway regional auch bekannt ist.
In Beaumont wird die I-10 als Eastex Freeway entlang der Strecke bezeichnet, auf der der U.S. Highway 69 auf derselben Straße verläuft.

### Louisiana

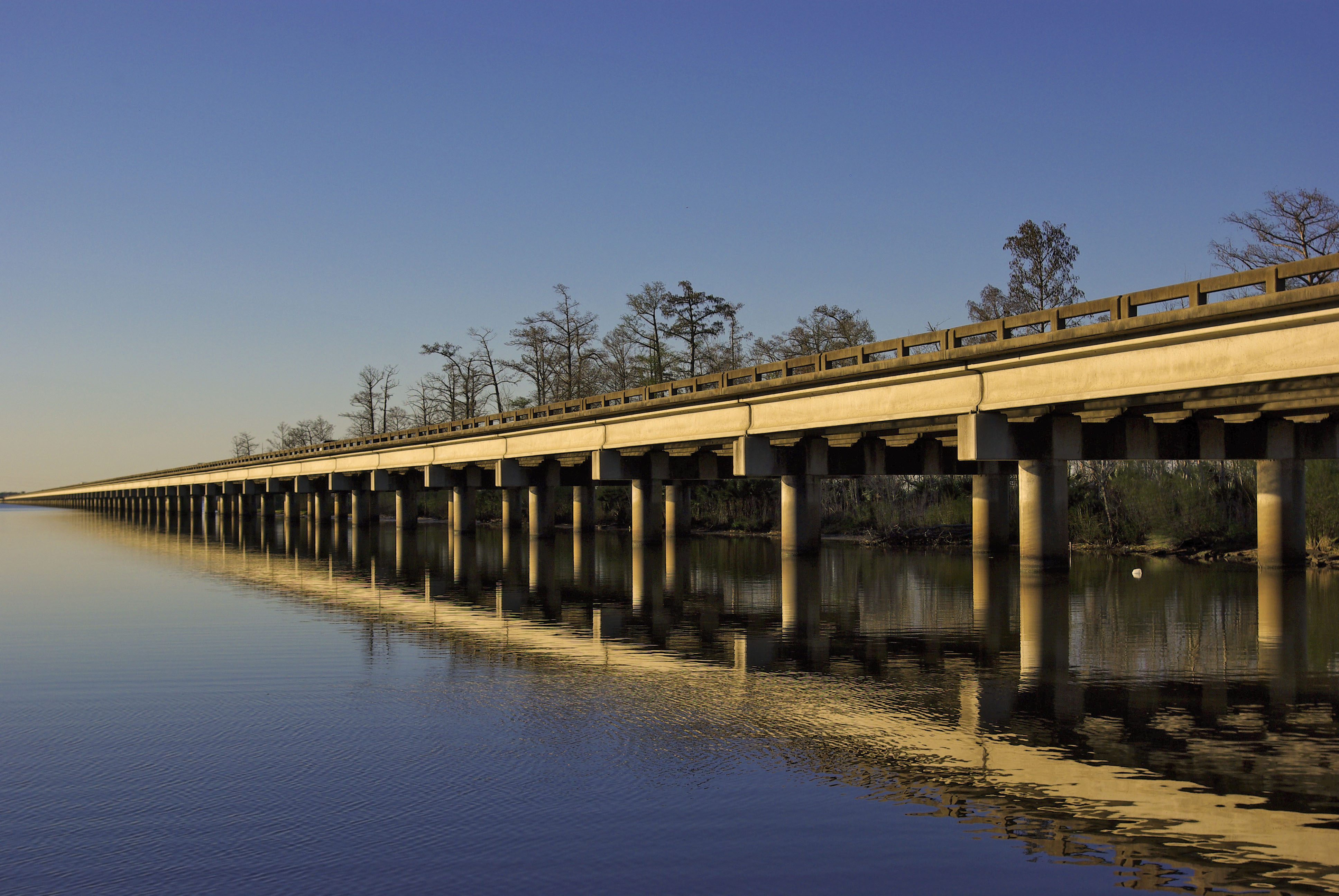
I-10, Bonnet Carre

In Louisiana trifft die Interstate 10 bei Lake Charles auf die Interstate 210 und führt dabei am gleichnamigen See entlang. In Lafayette zweigt die Interstate 49 ab, die in Shreveport endet. Die I-10 verläuft zwischen Lafayette und Baton Rouge auf dem Atchafalaya Swamp Freeway, einer 18 mi (29 km) langen Hochstraße, die durch das Sumpfgebiet des Atchafalaya Basin führt und dabei auch den Atchafalaya River überquert.
Kurz vor New Orleans beginnt die Interstate 55, die in Chicago endet. In New Orleans teilen sich die I-10 und die I-610 in der Nähe der Stadtgrenze zu Jefferson. Die Interstate 10 wird bis zum Kreuz mit dem U.S. Highway 90 Pontchartrain Expressway genannt. Die Bahnlinie, welche nahe der Zusammenführung der I-10 und der I-610 unter dem Interstate 10 geführt wird, ist einer der tiefsten Punkte in New Orleans und deshalb anfällig für Überflutungen. Mit der Twin Span Bridge überquert die Interstate den Lake Pontchartrain, bevor sie im Nordosten von Slidell auf die Interstate 12 trifft. Die Strecke zwischen Slidell und der Grenze zu Mississippi wird als Stephen Ambrose Memorial Highway bezeichnet.
Der meiste Verkehr zwischen Baton Rouge und Slidell nutzen die Interstate 12 als Umgehung um New Orleans und als die längere I-10. An dem Kreuz mit I-12 beginnt auch die I-59, die bei Chattanooga im Bundesstaat Tennessee endet.

### Mississippi
Die Interstate 10 führt in Mississippi von der Grenze zu Louisiana bis zur Grenze zu Alabama und durchläuft dabei die Countys Hancock, Harrison und Jackson an der Golfküste. Sie verläuft durch die nördlichen Stadtgebiete von Bay St. Louis, Gulfport, Biloxi und Pascagoula. In Biloxi zweigt die Interstate 110 ab, die nach etwa sieben Kilometern an der Golfküste endet. Parallel zur I-10 verläuft auch der U.S. Highway 90.

### Alabama

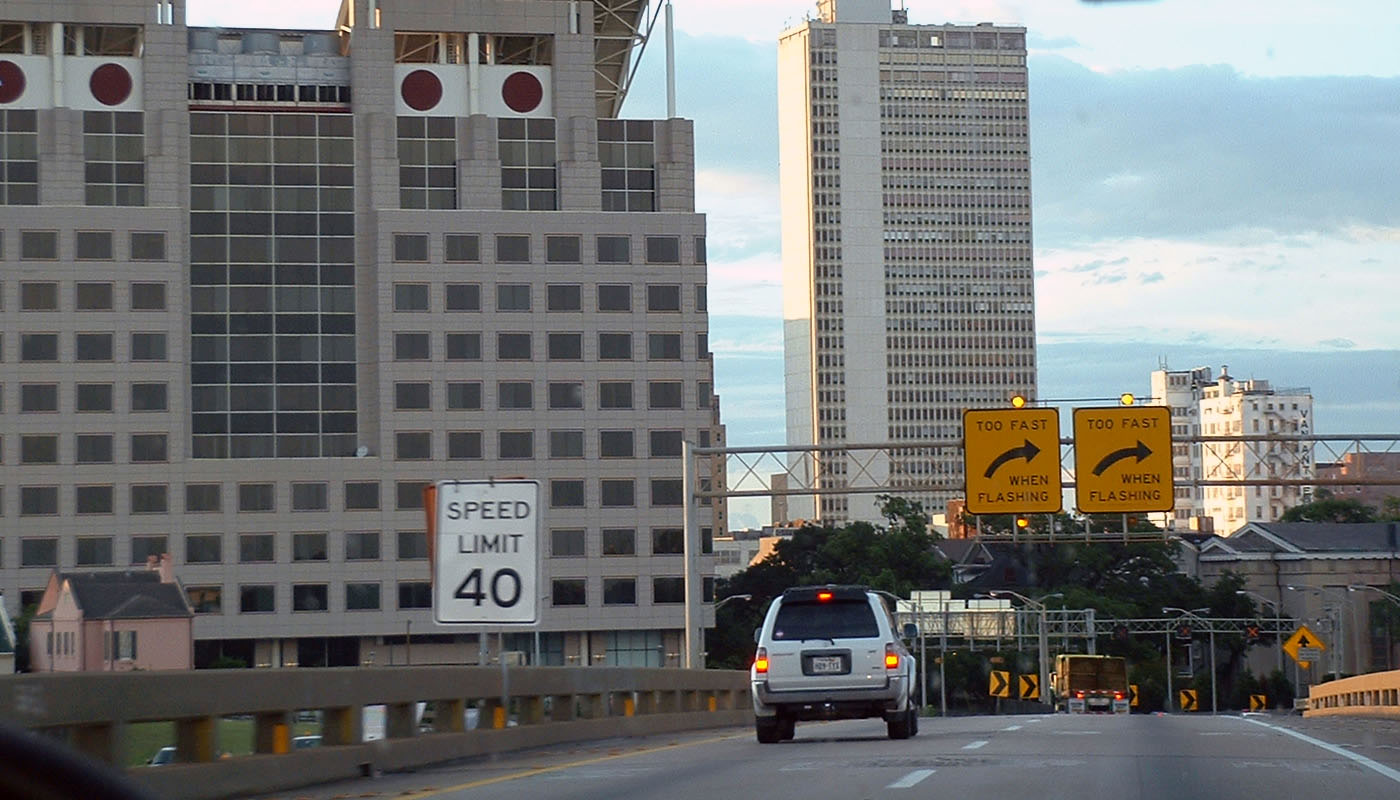
Kurve vor dem westlichen Portal des George Wallace Tunnels

Die erste und einzige große Stadt an der Interstate 10 in Alabama ist Mobile, in der die Interstate 65 an der I-10 beginnt. In Mobile unterquert die Interstate 10 den Mobile River durch den George Wallace Tunnel. Vor dem westlichen Tunnelportal gibt es auf der südlichen Fahrbahn auf Grund einer engen Kurve eine Geschwindigkeitsbegrenzung von 40 mph (64 km/h). Auf den folgenden acht Meilen nach dem Tunnel führt die I-10 auf einer Brücke über die Mobile Bay. Auf der anderen Seite der Bucht verläuft die Interstate durch den Baldwin County, bis der Perdido River die Grenze zu Florida bildet.

### Florida
Ein Großteil der Interstate 10 verläuft durch bevölkerungsarmes und waldreiches Gebiet. Östlich der Interstate 295 in Jacksonville hat die I-10 bis zu ihrem Ende nur noch vier Fahrspuren. Bei Pensacola wurde bis Ende 2008 ein drei Meilen langer Abschnitt auf sechs Fahrbahnen erweitert, ebenso erfolgte ein sechsspuriger Ausbau bei Tallahassee.
In der Nähe der Stadt Lake City kreuzt die Interstate 10 die Interstate 75, die von Miami bis zur kanadischen Grenze führt. In Jacksonville wird die I-10 genauso wie in Arizona als Pearl Harbor Memorial Highway bezeichnet und trifft dort auf die I-95, die die wichtigste Interstate an der Ostküste ist.
In Florida ist die Interstate 10 auch als Florida State Road 8 bekannt, aber nur als I-10 ausgeschildert.

## Zubringer und Umgehungen
Die Interstates 310 und 510 sollten Teile der ehemals geplanten Interstate 410, die eine Umgehung südlich von New Orleans werden sollte, sein. Die Interstate 610 ist eine Abkürzung der I-10 im Zentrum von New Orleans. Die Interstate 610 im Bundesstaat Texas wird in Houston genauso wie die Interstate 410 bei San Antonio als Umgehung um die Innenstädte genutzt.
- Interstate 110, Interstate 210 und Interstate 710 bei Los Angeles
- Interstate 110 bei El Paso
- Interstate 410 bei San Antonio
- Interstate 610 bei Houston
- Interstate 210 bei Lake Charles
- Interstate 110 bei Baton Rouge
- Interstate 310, Interstate 510, Interstate 610 und Interstate 910 bei New Orleans
- Interstate 110 bei Biloxi
- Interstate 110 bei Pensacola